# Franz Riklin

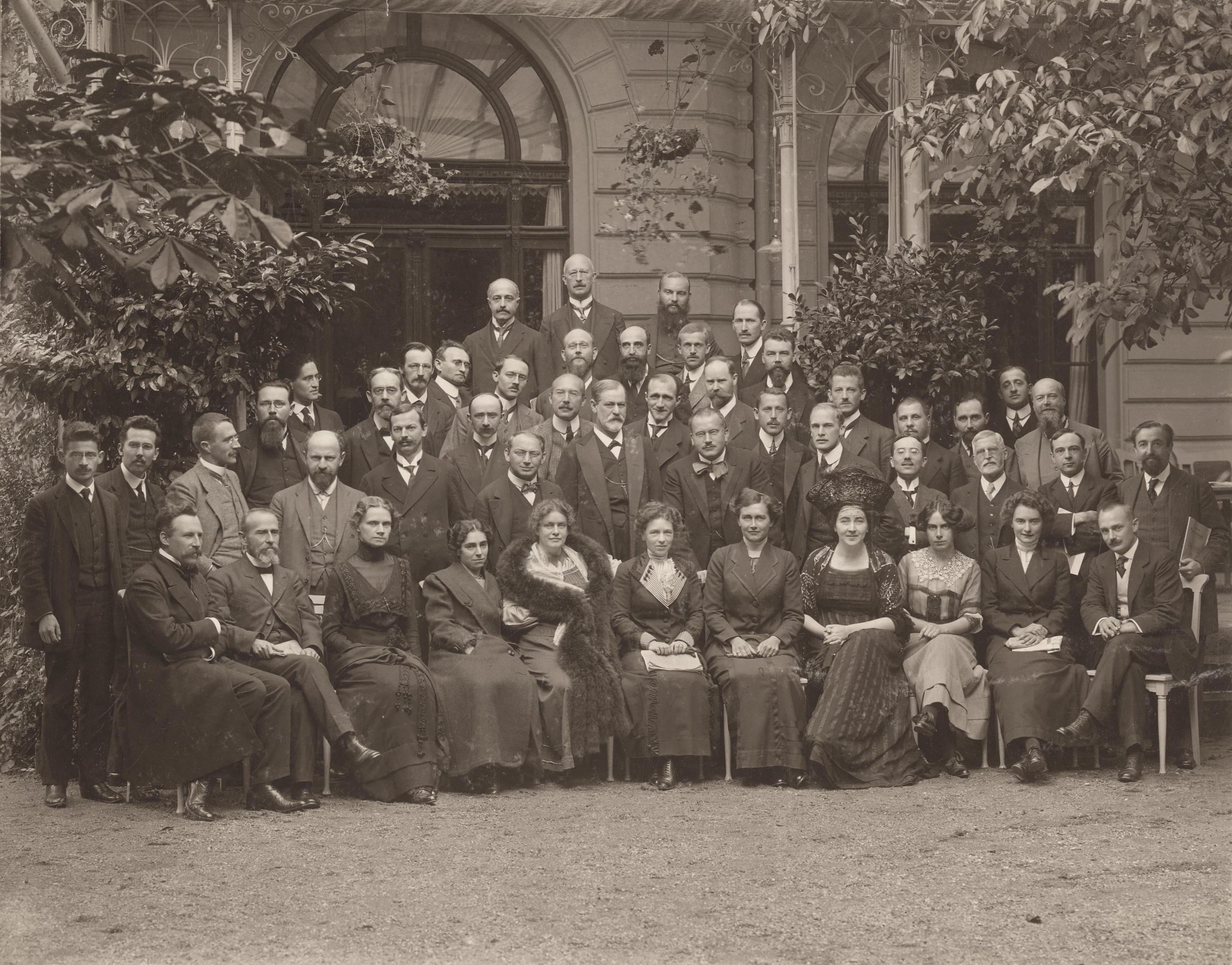
Congresso Internacional Psicoanalítico (1911); Riklin está sentado na fila da frente, do lado direito.

Franz Riklin (St. Gallen, 22 de abril de 1878 - Küsnacht, 4 de dezembro de 1938) foi um psiquiatra suíço.

## Biografia
No princípio da sua carreira trabalhou no Hospital Burghölzli em Zurique com Eugen Bleuler (1857-1939), e estudou psicologia experimental com Emil Kraepelin (1856-1926) e Gustav Aschaffenburg (1866-1944) em Heidelberg. A partir de 1904 foi médico na clínica psiquiátrica em Rheinau. Em 1910 Riklin tornou-se no primeiro secretário da Associação Psicoanalítica Internacional (API).
Riklin é lembrado pela colaboração com Carl Gustav Jung (1875-1961) nas experiências de associação de palavras. Em 1905 o tratado Experimentelle Untersuchungen über die Assoziationen Gesunder foi publicado como resultado das suas investigações. Outra obra importante de Riklin é Wunscherfüllung und Symbolik im Märchen (Satisfação dos desejos e o simbolismo dos contos de fadas).